# Smithtown (New York)
Smithtown ist eine Stadt (Town) im Suffolk County des US-Bundesstaats New York. Sie liegt an der Nordküste von Long Island und hat etwa 117.801 Einwohner. Ein unincorporated hamlet und census-designated place innerhalb der Stadt trägt ebenfalls den Namen Smithtown.

## Stadtgliederung
Zur Stadt gehören die selbstverwalteten Dörfer (incorporated villages)
- Head of the Harbor
- Nissequogue
- Village of the Branch

sowie die hamlets
- Commack
- Fort Salonga
- Kings Park
- Lake Ronkonkoma
- Nesconset
- Smithtown
- St. James

## Geschichte
Die Erstbesiedlung der Stadt erfolgte um das Jahr 1650. Einer lokalen Legende zufolge haben Indianer dem Entdecker Smith erzählt, dass er das Land, was er an einem Tag auf einem Bullen bereiten könne, behalten könne. Das Land, was er bereiten konnte, ist in etwa die heutige Fläche der Stadt Smithtown. Es gibt eine große Statue von Smiths Bullen, auch Whisper genannt, welche sich an einem Highway nahe der Stadt befindet. Smithtown wurde ursprünglich Smithfield genannt.

## Söhne und Töchter der Stadt
- Cooper Andrews (* 1985), Schauspieler
- Craig Biggio, Baseball-Spieler
- Mike Brennan (* 1986), Eishockeyspieler
- Frank Catalanotto, Baseball-Spieler
- Bob Costas, Moderator
- John Curtis, Baseball-Spieler
- John Davis (1921–1984), Gewichtheber
- Jonathan Dowling (1955–2020), Physiker
- Charles A. Floyd (1791–1873), Jurist, Politiker und Vertreter von New York im US-Repräsentantenhaus
- Michael Galeota (1984–2016), Schauspieler
- Melissa Joan Hart (* 1976), Schauspielerin
- Emily Hart (* 1986), Schauspielerin
- Christopher Higgins (* 1983), Eishockeyspieler
- Kevin Killian (1952–2019), Autor, Dichter und Dramatiker
- Jim Mecir, Baseball-Spieler
- Michael P. Murphy (1976–2005), Soldat der US-Navy
- Natalie Norwick (1923–2007), Schauspielerin
- Kyle Palmieri (* 1991), Eishockeyspieler
- Edward H. Smith (1809–1885), Jurist, Politiker und Vertreter von New York im US-Repräsentantenhaus
- Mindy Smith, Sängerin und Songwriter
- Thomas Tredwell (1743–1831), Jurist, Politiker und Vertreter von New York im US-Repräsentantenhaus
- Ty Walker (* 1997), Snowboarderin
- Bill Weld (* 1945), Jurist, Politiker und Gouverneur von Massachusetts
- William H. Wickham (1832–1893), Politiker und New Yorker Bürgermeister

## Schulen
Die Stadt verfügt über 9 Grundschulen, 3 Mittelschulen, 4 weiterführenden Schulen (High Schools) und 2 Privatschulen.

## Sehenswürdigkeiten
- Am Long Island Sound befindet sich der Sunken Meadow State Park, ein 4,9 Quadratkilometer großer Park den jährlich etwa 2,5 Millionen Menschen besuchen.